# 리벤져 (영화)
"리벤져"는 2018년에 개봉한 대한민국의 영화이다.

## 캐스팅
- 브루스 칸 : 김율 역
- 박희순 : 카를로스 쿤 역
- 윤진서 : 말리 역
- 김인권 : 바우 역
- 김나연 : 진 역
- 박철민 : 이파 역
- 전수진 : 카오리 역
- 최제헌 : 자르갈 역
- 안갑용 : 쌍칼 역
- 박선규 : 버그 역
- 변정현 : 쯔엉 역
- 김대영 : 살사르 역
- 천재성 : 타쿠야 역
- 김만기 : 세르게이 부하 역
- 김덕형 : 해변가 두목 역
- 이도군 : 일본인 죄수 역
- 여민선 : 쏘냐 역
- 양종곤 : 양곤아저씨 역
- 선효주 : 여자죄수 역
- 김대현 : 배신 경찰 1 역
- 박영웅 : 배신 경찰 2 역
- 에드워드 : 배 남자 앵커 역
- 권다영 : 여자 앵커 역
- 김원중 : 세르게이 부하들 역
- 서명석 : 세르게이 부하들 역
- 이응준 : 세르게이 부하들 역
- 모상범 : 세르게이 부하들 역
- 라키 : 세르게이 부하들 역
- 이재웅 : 세르게이 부하들 역
- 볼드바타르 나딘 : 세르게이 부하들 역
- 고용석 : 세르게이 부하들 역
- 이선도 : 세르게이 부하들 역
- 조제웅 : 세르게이 부하들 역
- 김원진 : 세르게이 부하들 역
- 박경모 : 세르게이 부하들 역
- 황인범 : 세르게이 부하들 역
- 마케일라 : 샤샤 역
- T.J. 스톰 : 세르게이 역 (특별출연)
- 밀러 칸 : 진 아빠 역 (특별출연)

## 같이 보기
- 2018년 대한민국의 영화 목록